# George Jackson Mivart
George Jackson Mivart (1827-1900) foi um biólogo britânico.
Mivart começou os seus estudos em Clapham (Harrow School, King's College London) e continuou-os no seminário católico de St Mary's, em Oscott. A sua conversão ao catolicismo o excluiu automaticamente da universidade de Oxford. Em 1851, obtém o título de advogado, mas prefere consagrar-se ao estudo da medicina e da biologia. 
Em 1862 começa a ensinar na Escola de Medicina do hospital St-Mary. Em 1869 torna-se membro da Sociedade Zoológica de Londres. Entre 1874 e 1877 foi professor de biologia na Universidade Católica de Londres. 
Em 1873 é editada a sua obra Lessons in Elementary Anatomy e em 1881 a obra Men and Apes. Um ano mais tarde publica o livro Nature and Thought, onde expõe as suas teorias sobre a naturaleza da inteligência humana e animal. Em 1884, por convite do episcopado belga, Mivart passa a ser professor de história natural na Universidade Católica de Louvain, onde obtém o seu doutoramento em 1884. Entre 1892 e 1893, publica vários artigos na revista Nineteenth Century, onde afirma que a ciência pode ter razão em assuntos que contradizem a religião. A aparição de outros artigos em 1900 desencadeia a sua excomunhão pelo cardeal Herbert Vaughan.

## Mivart e a teoria da evolução
Em 1871 Mivart publica Genesis of Species, onde expõe diversas objecções à teoria evolutiva proposta por Charles Darwin. Uma de elas diz respeito à ausência de provas de etapas intermédias entre duas espécies. 
Darwin teve em conta as objecções de Mivart, a quem respondeu nas últimas edicões de A Origem das Espécies. 

## Publicações
- Genesis of Species, (1871)
- Man and Apes, (1873)
- The Cat, (1881)